# 오사카만

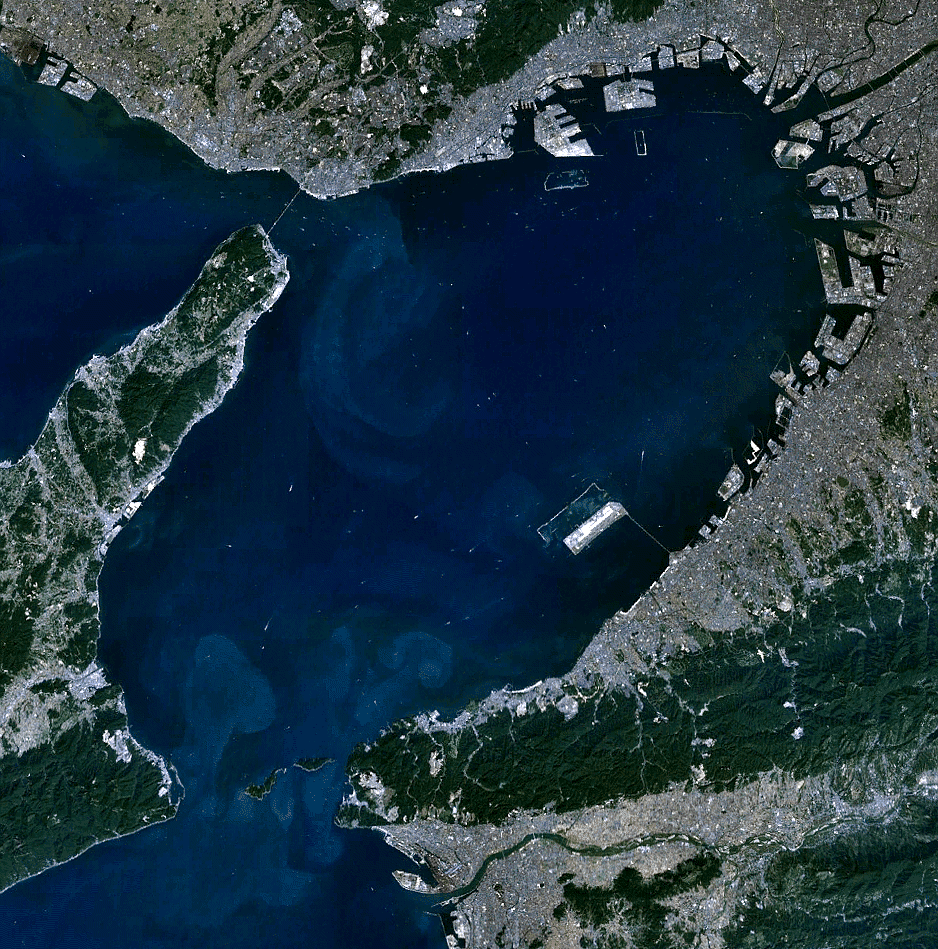
오사카만

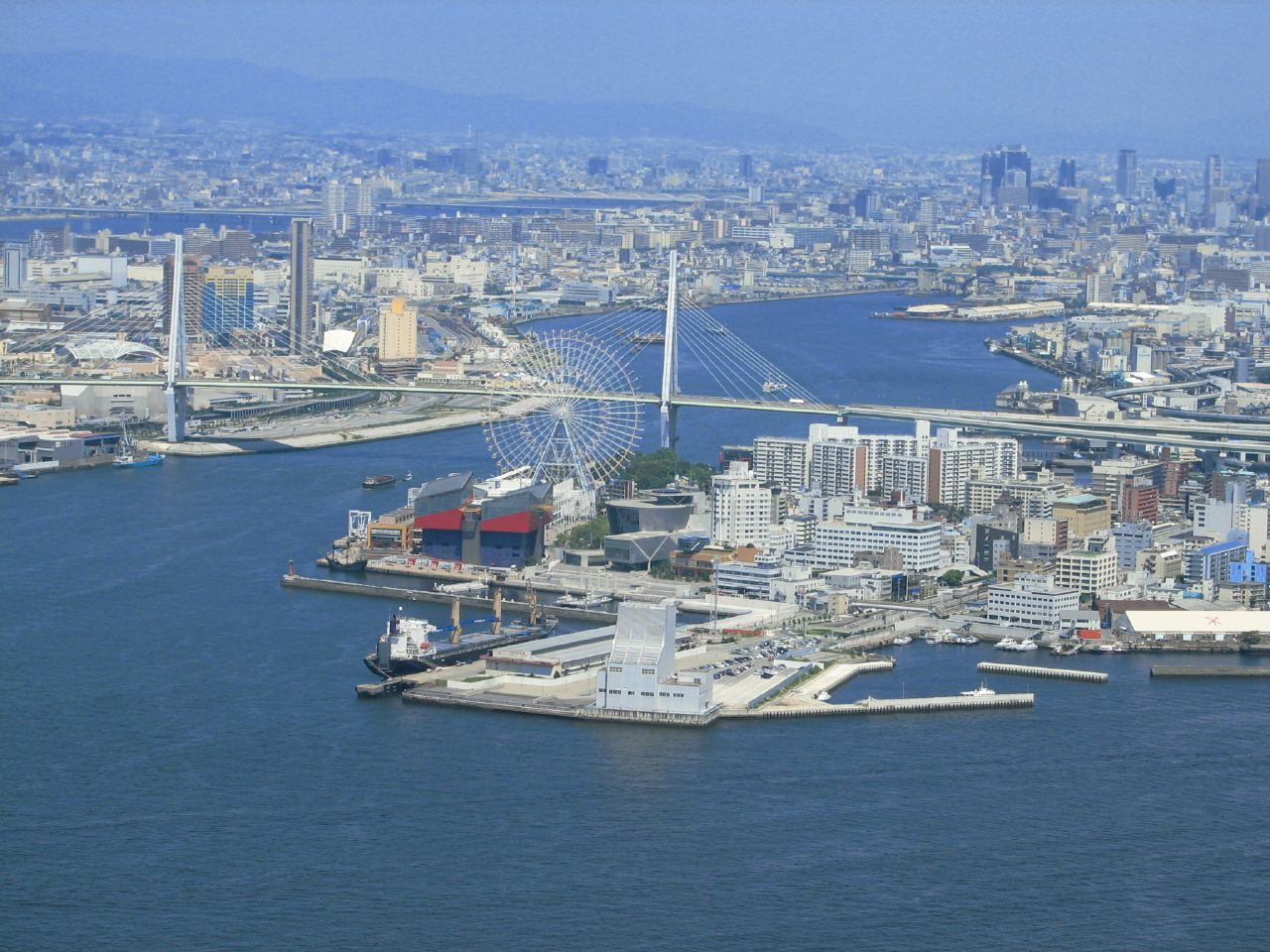
오사카항

오사카만(일본어: 大阪湾)은 아와지섬과 오사카평야 사이의 만이다. 세토 내해의 동쪽에 해당하지만, 아와지섬으로 나뉘어 있어 별개의 해역으로 보기도 한다. 아와지 해협을 통해 하리마탄으로, 기탄 해협을 통해 기이 수로를 거쳐 태평양과 연결된다.
고베항, 오사카항 등의 대규모 항구가 발달해 있으며, 해안을 따라 한신 공업지대를 형성하고 있다. 매립도 활발히 이뤄져 고베 공항, 포트아일랜드, 롯코 아일랜드, 간사이 국제공항 등의 인공섬이 있다.

## 같이 보기
- 세토 내해